# Aborto en Vanuatu
El aborto en Vanuatu está severamente restringido por el código penal. Desde 1981, los abortos han sido ilegales en Vanuatu, y cuya realización puede ser castigado hasta con 2 años de cárcel; aun así, puede realizarse únicamente cuando las autoridades médicas mencionen la preservación de la salud de la madre. El aborto es ilegal en los casos de violación, incesto, e inviabilidad fetal.

## Abortos autoinducidos
La Asociación de Salud Familiar de Vanuatu ha reportado varios métodos en el que las mujeres realizan abortos autoinducidos, incluyendo el consumo de hojas locales y de cortezas de árboles. Abortos así aquello es exterior del sistema médico endanger las vidas de mujeres, tan incluso una visita inmediata a un hospital cercano o la clínica pueden ser vanos si aquella facilidad médica no tiene el equipamiento para reparar cualquier daño.